# Le Malzieu-Ville
Le Malzieu-Ville est une commune française, située dans le nord-ouest du département de la Lozère en région Occitanie.
Exposée à un climat de montagne, elle est drainée par la Truyère, le ruisseau de Galastre et par divers autres petits cours d'eau. La commune possède un patrimoine naturel remarquable composé de deux zones naturelles d'intérêt écologique, faunistique et floristique.
Le Malzieu-Ville est une commune rurale qui compte 743 habitants en 2022. Elle fait partie de l'aire d'attraction de Saint-Chély-d'Apcher. Ses habitants sont appelés les Malzéviens ou  Malzéviennes.
Depuis 2021, elle a rejoint Les Plus Beaux Villages de France.
Ses vestiges médiévaux sont classés.

## Géographie

### Localisation
Le Malzieu-Ville se situe dans le nord du département de la Lozère, dans l'ancien pays du Gévaudan.

### Communes limitrophes
Les communes limitrophes sont  Blavignac, Le Malzieu-Forain, Prunières, Saint-Léger-du-Malzieu et Saint-Pierre-le-Vieux.
| Blavignac             | Saint-Léger-du-Malzieu |                   |
| Saint-Pierre-le-Vieux | du Malzieu-Ville       | Le Malzieu-Forain |
|                       | Prunières              |                   |

### Géologie et relief
C'est dans la région naturelle de la Margeride que se trouve la vallée où est située la cité. L'altitude moyenne de la commune est de 835 m.

### Hydrographie
La commune se situe entre le Galastre et la Truyère.

### Climat
Pour des articles plus généraux, voir Climat de l'Occitanie et Climat de la Lozère.
En 2010, le climat de la commune est de type climat océanique altéré, selon une étude s'appuyant sur une série de données couvrant la période 1971-2000. En 2020, Météo-France publie une typologie des climats de la France métropolitaine dans laquelle la commune est exposée à un climat de montagne ou de marges de montagne et est dans la région climatique Sud-est du Massif Central, caractérisée par une pluviométrie annuelle de 1 000 à 1 500 mm, minimale en été, maximale en automne.
Pour la période 1971-2000, la température annuelle moyenne est de 8,4 °C, avec une amplitude thermique annuelle de 15,9 °C. Le cumul annuel moyen de précipitations est de 849 mm, avec 9,4 jours de précipitations en janvier et 6,3 jours en juillet. Pour la période 1991-2020, la température moyenne annuelle observée sur la station météorologique la plus proche, située sur la commune de Paulhac-en-Margeride à 11 km à vol d'oiseau, est de 7,9 °C et le cumul annuel moyen de précipitations est de 1 061,2 mm,. Pour l'avenir, les paramètres climatiques de la commune estimés pour 2050 selon différents scénarios d'émission de gaz à effet de serre sont consultables sur un site dédié publié par Météo-France en novembre 2022.

### Milieux naturels et biodiversité
L’inventaire des zones naturelles d'intérêt écologique, faunistique et floristique (ZNIEFF) a pour objectif de réaliser une couverture des zones les plus intéressantes sur le plan écologique, essentiellement dans la perspective d’améliorer la connaissance du patrimoine naturel national et de fournir aux différents décideurs un outil d’aide à la prise en compte de l’environnement dans l’aménagement du territoire.
Une ZNIEFF de type 1 est recensée sur la commune :
la « rivière de la Truyère autour de Malzieu » (65 ha), couvrant 6 communes du département et une ZNIEFF de type 2, : 
le « cours de la Truyère et de la Rimeize aval » (503 ha), couvrant 14 communes du département.

Cartes des ZNIEFF de type 1 et 2 au Malzieu-Ville.
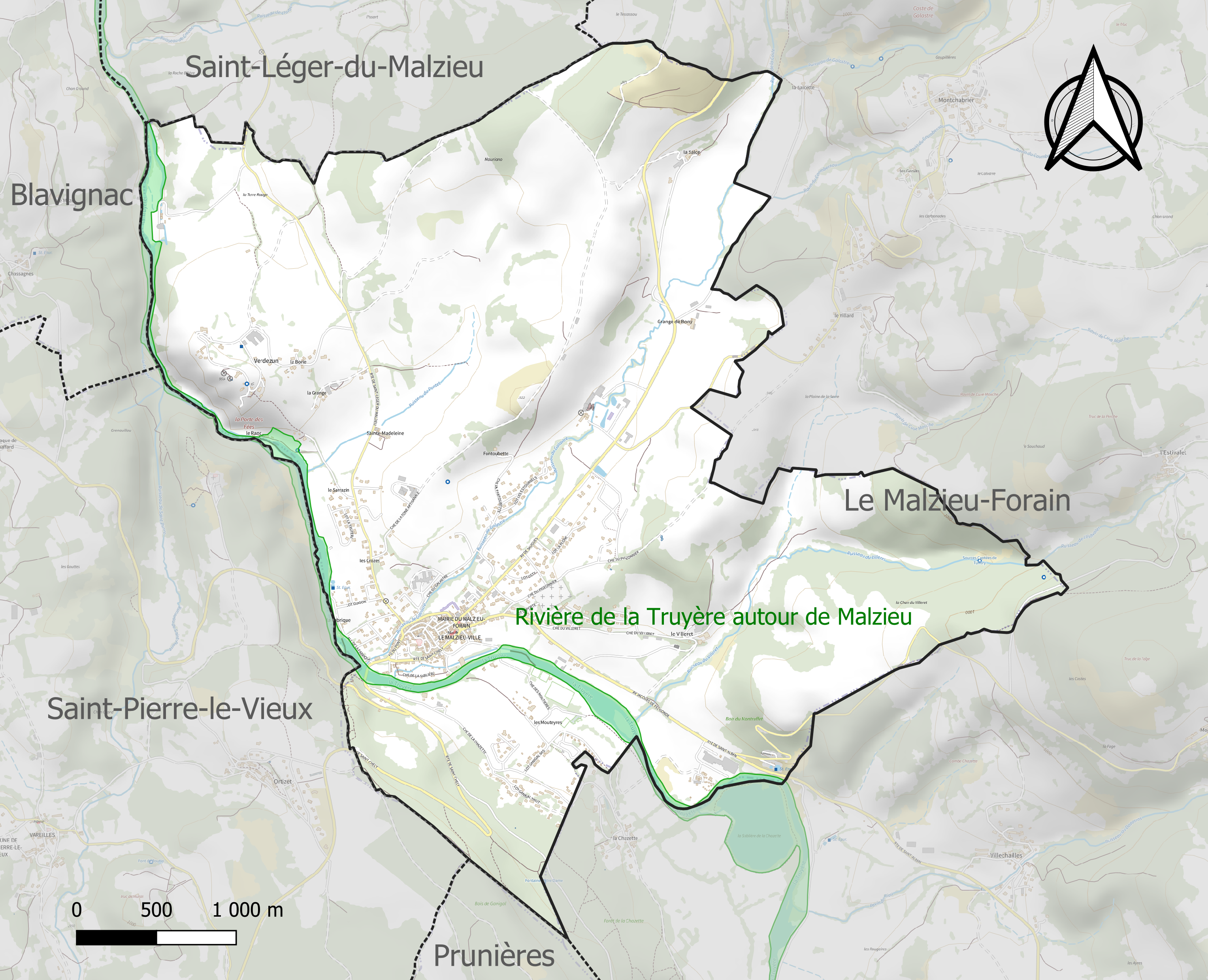
Carte de la ZNIEFF de type 1 sur la commune.
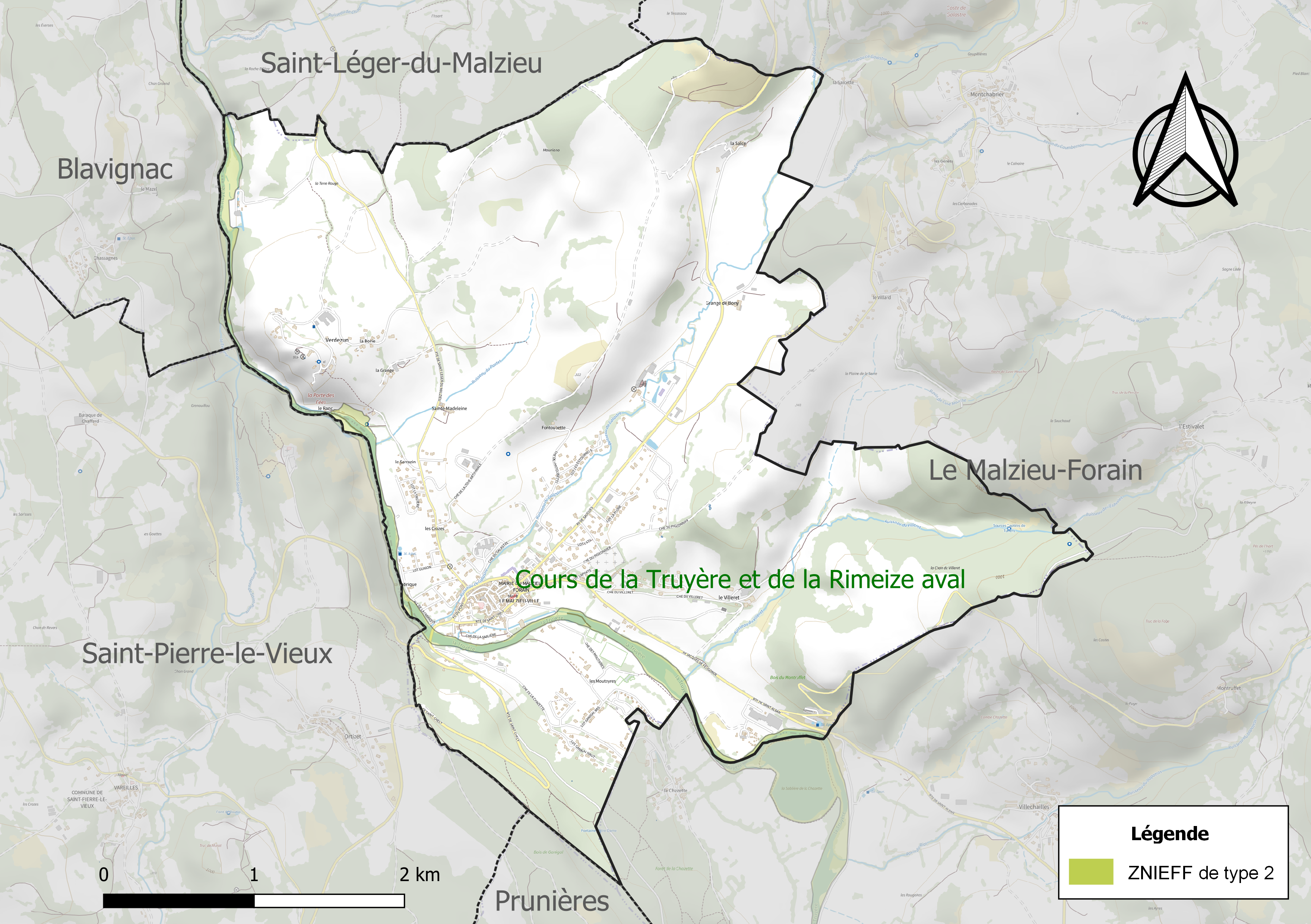
Carte de la ZNIEFF de type 2 sur la commune.

## Urbanisme

### Typologie
Au 1er janvier 2024, Le Malzieu-Ville est catégorisée commune rurale à habitat dispersé, selon la nouvelle grille communale de densité à sept niveaux définie par l'Insee en 2022.
Elle est située hors unité urbaine. Par ailleurs la commune fait partie de l'aire d'attraction de Saint-Chély-d'Apcher, dont elle est une commune de la couronne,. Cette aire, qui regroupe 22 communes, est catégorisée dans les aires de moins de 50 000 habitants,.

### Occupation des sols
L'occupation des sols de la commune, telle qu'elle ressort de la base de données européenne d’occupation biophysique des sols Corine Land Cover (CLC), est marquée par l'importance des territoires agricoles (68,3 % en 2018), en diminution par rapport à 1990 (69,3 %). La répartition détaillée en 2018 est la suivante : 
zones agricoles hétérogènes (63,6 %), forêts (19,5 %), zones urbanisées (10,9 %), prairies (4,6 %), eaux continentales (1,1 %), milieux à végétation arbustive et/ou herbacée (0,1 %). L'évolution de l’occupation des sols de la commune et de ses infrastructures peut être observée sur les différentes représentations cartographiques du territoire : la carte de Cassini (XVIIIe siècle), la carte d'état-major (1820-1866) et les cartes ou photos aériennes de l'IGN pour la période actuelle (1950 à aujourd'hui).

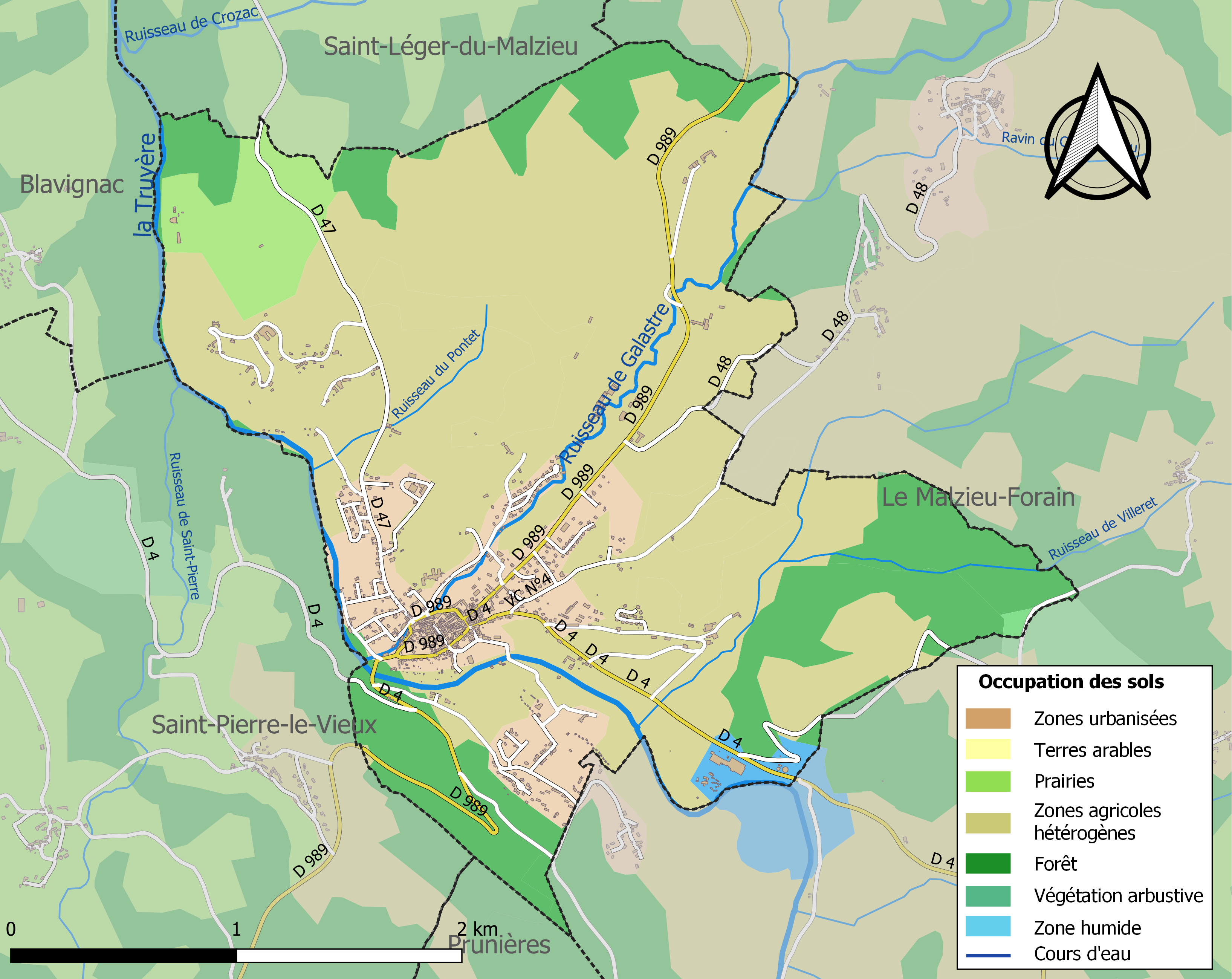
Carte des infrastructures et de l'occupation des sols de la commune en 2018 (CLC).

### Logement
En 2020, le nombre total de logements dans la commune était de 743, alors qu'il était de 756 en 2014 et de 738 en 2009.
Parmi ces logements, 48,4 % étaient des résidences principales, 39,2 % des résidences secondaires et 12,5 % des logements vacants. Ces logements étaient pour 77,5 % d'entre eux des maisons individuelles et pour 22,2 % des appartements.
Le tableau ci-dessous présente la typologie des logements au Malzieu-Ville en 2020 en comparaison avec celles de la Lozère et de la France entière. Une caractéristique marquante du parc de logements est ainsi une proportion de résidences secondaires et logements occasionnels (39,2 %) supérieure à celle du département (32,1 %) et à celle de la France entière (9,7 %). Concernant le statut d'occupation des résidences principales, 70,6 % des habitants de la commune sont propriétaires de leur logement (64,1 % en 2014), contre 65,7 % pour la Lozère et 57,5 pour la France entière.
| Typologie                                               | Le Malzieu-Ville | Lozère | France entière |
| ------------------------------------------------------- | ---------------- | ------ | -------------- |
| Résidences principales (en %)                           | 48,4             | 57,7   | 82,1           |
| Résidences secondaires et logements occasionnels (en %) | 39,2             | 32,1   | 9,7            |
| Logements vacants (en %)                                | 12,5             | 10,2   | 8,2            |

### Risques majeurs
Le territoire de la commune du Malzieu-Ville est vulnérable à différents aléas naturels : météorologiques (tempête, orage, neige, grand froid, canicule ou sécheresse), inondations, feux de forêts, mouvements de terrains et séisme (sismicité faible). Il est également exposé à un risque particulier : le risque de radon. Un site publié par le BRGM permet d'évaluer simplement et rapidement les risques d'un bien localisé soit par son adresse soit par le numéro de sa parcelle.

#### Risques naturels
Certaines parties du territoire communal sont susceptibles d’être affectées par le risque d’inondation par débordement de cours d'eau, notamment la Truyère et le ruisseau de Galastre. La commune a été reconnue en état de catastrophe naturelle au titre des dommages causés par les inondations et coulées de boue survenues en 1982, 1994 et 2003,.
Le Malzieu-Ville est exposée au risque de feu de forêt. Un plan départemental de protection des forêts contre les incendies (PDPFCI) a été approuvé en décembre 2014 pour la période 2014-2023. Les mesures individuelles de prévention contre les incendies sont précisées par divers arrêtés préfectoraux et s’appliquent dans les zones exposées aux incendies de forêt et à moins de 200 mètres de celles-ci. L’arrêté du 23 mars 2018, complété par un arrêté de 2020, réglemente l'emploi du feu en interdisant notamment d’apporter du feu, de fumer et de jeter des mégots de cigarette dans les espaces sensibles et sur les voies qui les traversent sous peine de sanctions. L'arrêté du 23 août 2021, abrogeant un arrêté de 2002, rend le débroussaillement obligatoire, incombant au propriétaire ou ayant droit,,.

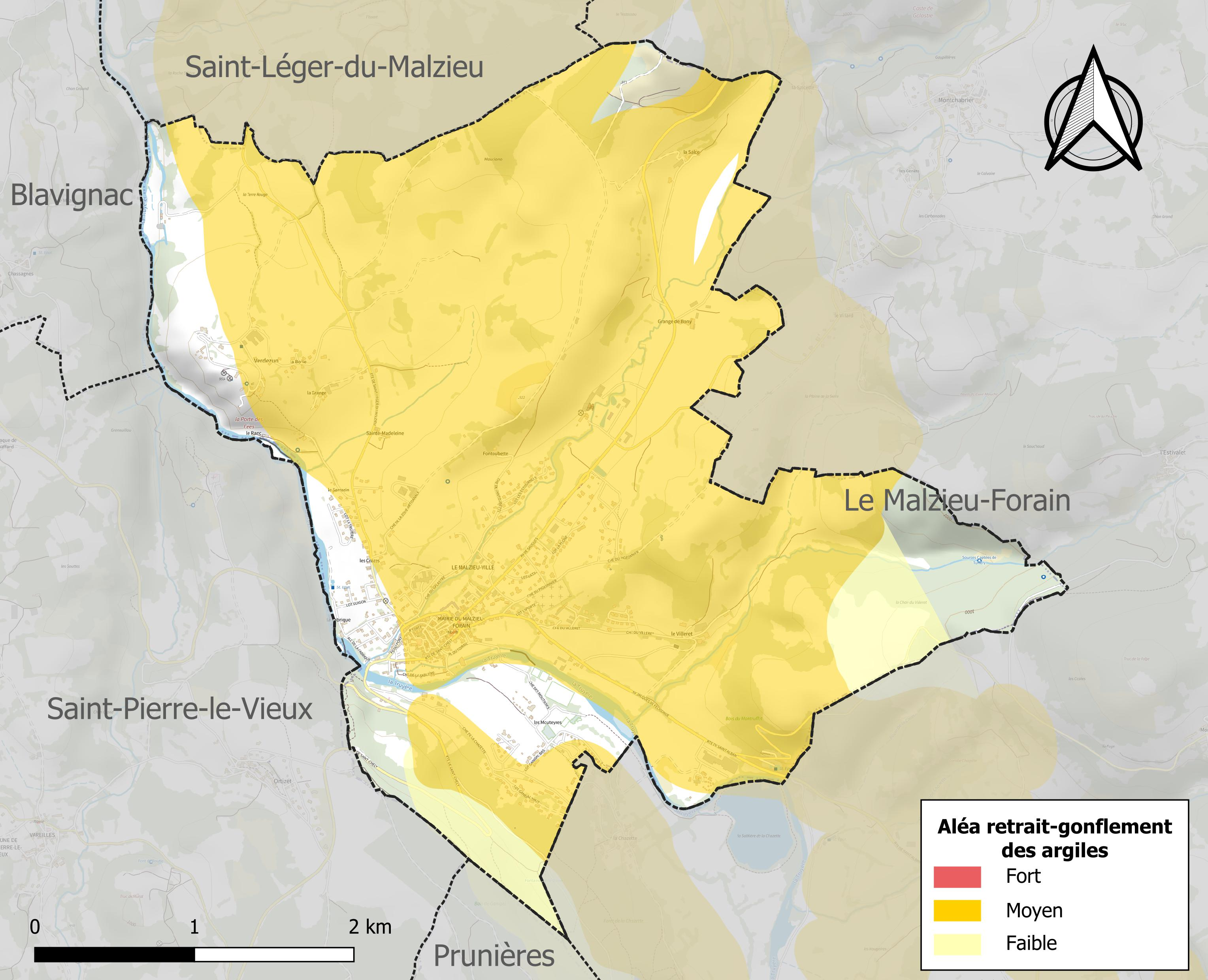
Carte des zones d'aléa retrait-gonflement des sols argileux du Malzieu-Ville.

Les mouvements de terrains susceptibles de se produire sur la commune sont des glissements de terrain et des tassements différentiels.
Le retrait-gonflement des sols argileux est susceptible d'engendrer des dommages importants aux bâtiments en cas d’alternance de périodes de sécheresse et de pluie. 78,6 % de la superficie communale est en aléa moyen ou fort (15,8 % au niveau départemental et 48,5 % au niveau national). Sur les 517 bâtiments dénombrés sur la commune en 2019, 418 sont en aléa moyen ou fort, soit 81 %, à comparer aux 14 % au niveau départemental et 54 % au niveau national. Une cartographie de l'exposition du territoire national au retrait gonflement des sols argileux est disponible sur le site du BRGM,.
Par ailleurs, afin de mieux appréhender le risque d’affaissement de terrain, l'inventaire national des cavités souterraines permet de localiser celles situées sur la commune.

#### Risque particulier
Dans plusieurs parties du territoire national, le radon, accumulé dans certains logements ou autres locaux, peut constituer une source significative d’exposition de la population aux rayonnements ionisants. Certaines communes du département sont concernées par le risque radon à un niveau plus ou moins élevé. Selon la classification de 2018, la commune du Malzieu-Ville est classée en zone 3, à savoir zone à potentiel radon significatif.

## Toponymie
Plusieurs hypothèses sur l'étymologie du Malzieu ont été émises au fil du temps :
- la plus simple, populaire mais complètement fausse, est que le Malzieu serait la contraction de « mal aux yeux ». Ce mal aurait été guéri par une source qui aurait existé entre le Malzieu et Saint-Léger !
- Une autre origine pourrait résulter de la substitution d'un Z à un R, Malzieu deviendrait alors Malrieu, par allusion le Galastre, mauvais ruisseau en occitan que ses foucades sortent assez souvent de son lit ;
- la géographie aussi ne manque pas à l'appui d'une autre hypothèse. En occitan ancien, le Malzieu se dit « Malgasiu » et gasiu peut se traduire par marécage ou par gué (endroits où l'on marche dans l'eau). Il est certain que la Truyère a souvent divagué dans la plaine située au sud du bourg la transformant en marécage et aussi qu'il y avait bien un gué sur le site du Malzieu, juste en amont du pont de Saint-Chély ;
- la dernière hypothèse s'appuie sur la dénomination de deux villages voisins, Prunières et Le Nozier, évoquant pruniers et noyers. Le Malzieu à travers le latin malus, évoquerait les poiriers[22] qui aiment les sols humides et sont encore nombreux dans plusieurs vallées du Massif central. Un changement du r en z étant possible (donc on serait passé de « rieu » à « zieu »), cela signifierait vallée des pommiers.

Reste « Ville », qui est un ajout pour éviter les homonymies notamment avec la commune voisine du Malzieu-Forain.

## Histoire

### Époque gallo-romaine
À l'époque gauloise, le Gévaudan est habité par les Gabales. Ce peuple, client des Arvernes, s'est battu à leur côté durant la guerre des Gaules. Après la conquête, les Romains ont conservé la même capitale pour les Gabales, Anderitum, devenue Javols. Le village de Javols est situé à environ une vingtaine de kilomètres à vol d'oiseau du Malzieu.
Au Ve siècle, le fonctionnaire de l'empire Sidoine Apollinaire, qui n'est pas encore devenu évêque de Clairmont, réalise un voyage entre l’Auvergne et Narbonne. Il raconte dans un recueil de poème ce voyage qui traverse, notamment, le pays gabale. Il évoque comme première description, la présence d'une « ville altière dans un puits (un trou) ». Les historiens peinent cependant à interpréter ces vers pour savoir de quelle vallée il veut parler, la majorité penchant pour la ville de Mende. Il existait cependant un oppidum romain sur le site du Malzieu.

### Moyen Âge
Du haut Moyen Âge, il reste des traces, au moins dans les coutumes locales, d'une bataille qui aurait eu lieu contre les Sarrasins au VIIIe siècle. En effet, le « pré des Sarrazins », situé sous le village de Verdezun, attesterait ce combat. Il y a aussi le chemin des « Espagnols ». Les seigneurs du Malzieu se battent avec leurs voisins de Chanaleilles.
Vers le IXe siècle, des moines de Saint-Gilles s'installent dans la région du Malzieu. Ainsi, ils bâtissent une église consacrée à saint Hippolyte au Malzieu, et une dédiée à saint Laurent à Verdezun. On trouve des sarcophages dans la crypte de l'église.
Durant cette période, en 1055, le Malzieu devient la propriété des barons de Mercœur, l'une des huit baronnies du Gévaudan. Les barons, qui ont un château à Saugues, construisent leur château principal à Verdezun. À la fin du XIIe siècle, la ville du Malzieu se munit de remparts et de grandes tours. En 1307, l'évêque de Mende, Guillaume VI Durand, conclut avec le roi de France l'acte de paréage. Cet acte partage en trois le territoire du Gévaudan : la terre du roi, la terre de l'évêque et la terre commune (administrée également par les barons). Les Mercœur ayant principalement leurs possessions en Auvergne, leur baronnie est alors rattachée à la cour de Riom et au parlement de Paris, alors que le reste du Gévaudan est dépendant de la cour et du parlement de Toulouse. Le chirurgien papal Guy de Chaulhac y fait ses débuts.
Lors de la guerre de Cent Ans, la ville est assiégée et pillée plusieurs fois par les grandes compagnies.

### Renaissance
Le Malzieu est une étape de la route de Saint-Jacques-de-Compostelle comme l'attestent certaines cartes du XVIIe siècle et des inscriptions de coquille sur l'église.
Au XVIe siècle, le Malzieu, catholique, doit faire face à la Réforme protestante et aux guerres de Religion qui s'ensuivent. Lors du massacre de la Saint-Barthélémy, le baron Astorg de Peyre, d'un village voisin, est assassiné dans la chambre du roi à Paris : sa veuve engage alors un jeune homme, Matthieu Merle, afin de venger la mort de son époux. Le 17 novembre 1573, Merle et ses troupes se dirigent vers le Malzieu et pénètrent dans la cité par la ruse. Ils entrent par le lit d'un ruisseau qui passe sous les murailles, le « trou de Merle ». Là, ils massacrent les treize prêtres de la ville, ainsi que le curé de Rimeize. Ils rançonnent les habitants fortunés, puis détruisent l'église. Merle devient ensuite maître de Grèzes, puis d'une grande partie du Gévaudan. La riposte contre les troupes de Merle est menée par Anne de Batanay, duc de Joyeuse, soutenu par le roi Henri III depuis Lyon. En août 1586, ses généraux assiégent le Malzieu avec 500 arquebusiers et dix canons pour reprendre la ville aux protestants. Les occupants se contentent de répondre aux troupes par la provocation, comparant les armées du duc à du « beurre fondu ». Selon Agrippa d'Aubigné, ils injurient la cour d'Henri III. Le 7 août 1586, l'armée du duc de Joyeuse, fort de ses moyens modernes, reprend facilement la cité, détruisant les fortifications médiévales tournées vers le pont de la Truyère, mais n'exécute pas l'ordre d'Henri III de raser la cité. Les opposants sont pendus.

### DuXVIIeà la Révolution française
Le Malzieu est touché par les grandes épidémies de peste du XVIIe siècle. Le 4 juin 1632, le médecin Jean Conchet, venu du Puy pour désinfecter la ville, préconise d'incendier  une maison, mais le feu se communique aux maisons voisines : neuf rues du centre sont anéanties. La reconstruction permet d'adosser les nouvelles maisons aux remparts. On fait alors appel à des architectes et maçons italiens dont l'influence se voit sur les frontons autour de la place centrale du marché ou sur des fenêtres Renaissance à meneau et traverse.
Le Malzieu offre un terrain de prédilection sur la route de la bête du Gévaudan (1764/1767). Une seule victime serait du Malzieu, mais environ 25 personnes du canton furent attaquées ou tuées. L'hôtel de la Croix Blanche devient le centre logistique de la traque dès novembre 1764. Les habitants se montrent défiants face au capitaine des dragons, Jean-Baptiste Duhamel. L'un des principaux bourgeois du Malzieu, M. Brun, réaffirme l'indépendance des habitants. Lors de la battue hivernale du 7 février 1765, les Malzéviens, chargés de surveiller les rives de la Truyère, restent chez eux. Le 9 février, l'attaque sauvage de Marie-Jeanne Rousset à Mialanette conduit cependant le clergé à célébrer une messe pour le succès des opérations. En mai, le comte de Morangiès dénonce cette centralisation au Malzieu et l'attitude des successeurs de Duhamel, les Denneval, qui passent leur temps dans les tavernes "avec tous les crapuleux de cette folle cité". En 1767, Jean Chastel, envoyé par le roi, séjourne au Malzieu avant de tuer la bête.
La Révolution française met à mal la fidélité au roi des habitants du Malzieu. Les Ursulines doivent quitter leur monastère. Le 2 novembre 1790, l'église voit ses biens nationalisés, la plupart des prêtres refusent de prêter serment, s'enfuient ou se cachent. Toutefois, tous les habitants ne sont pas d'accord. Les habitants du Malzieu Forain ne veulent pas partager les biens sectionaux avec les commerçants et bourgeois de la ville du Malzieu. Par le décret du 15 février 1790, les villages et hameaux qui faisaient partie du Malzieu-Ville sont séparés de celui-ci et donnent naissance à deux nouvelles communes : Le Malzieu-Campagne qui donnera plus tard Le Malzieu-Forain et Verdezun. La Restauration de 1815 est bien acceptée. Des troupes royalistes y viennent chercher le maréchal Soult, qui a trouvé refuge dans le château du général Louis Bertrand Pierre Brun de Villeret, qui y fonde une manufacture de laine en 1827.

### DuXIXesiècleà nos jours
Au XIXe siècle, le village est marqué par une certaine rechristianisation. Il continue d'abriter des congrégrations, des processions y ont lieu le 15 août. En 1905, la porte de l'église est enfoncée parce que le clergé s'oppose aux inventaires de la loi de Séparation de l’Église et de l’État.
Le Malzieu reste encore un territoire rural à vocation agricole avec de nombreux prés à brebis et à vaches. Les activités agricoles comme les grandes foires de la Sainte-Barbe sur la place du foirail et le travail de la laine de mouton déclinent au profit d'une timide industrialisation et d'un fort développement des services. Le Malzieu est l'un des premiers villages électrifiés de Lozère. Aujourd'hui, l'industrie agro-alimentaire (Tellus), l'industrie textile de la peau de mouton (ifoolki), l'industrie du bois et l'industrie du métal (France Résille) se maintiennent sporadiquement.
Le Malzieu n'échappe pas cependant aux grands conflits contemporains. Il envoie son lot de poilus et paie son tribut à la Première Guerre mondiale. Le dernier poilu mort au front, alors même que l'armistice du 11 novembre 1918 a sonné, vient de Montchabrier. Pendant la Seconde Guerre mondiale, le Malzieu se distingue par sa Résistance à l'Occupation. Au pied du Mont-Mouchet et des Gorges de la Truyère, il sert de point d'appui aux résistants. Un médecin du nom de Marc Monod soigne de nombreux résistants. Des juifs trouvent refuge au Malzieu, protégés par plusieurs Justes. Simone Serrière, Henri et Hélène Cordesse hébergent un temps la famille Reiss, composée d'une mère et de ses quatre enfants, au pensionnat des frères des écoles chrétiennes. Le sergent Marcellin Cazals résiste aux ordres d'arrestation des autorités en prévenant des opérations, sauvant ainsi des juifs cachés dans la gendarmerie.
Au XXe siècle, les services se développent. Le Malzieu sert de relais de poste entre Paris, Lyon et Toulouse. À la Belle Époque, on ne compte pas moins de sept hôtels-restaurants, qui se distinguent par des menus très copieux d'inspiration lyonnaise. Le Malzieu vante ses cures d'air en altitude. Après guerre, le Malzieu s'étale hors des remparts. Un mouvement de périurbanisation s'opère et de nouveaux lotissements se construisent tout autour des remparts. Depuis la Seconde Guerre mondiale, Le Malzieu fait figure de pionnier du tourisme en Margeride et développe le tourisme vert. En 1963, un établissement VVF pionnier (Village vacances familles) s'installe à Ganigal. En 1971, le village est classé station verte. Les remparts médiévaux sont entièrement restaurés et classés monument historique. Une grande base de loisirs avec terrain de tennis, terrain de football, de basket, de skate, de tennis de table, aire de pique-nique, aire de jeu, piscines en plein-air, piste de chevaux, parcours VTT et quad s'étend le long de la Truyère. La proximité de l'autoroute A75 en a facilité l'accès. Plusieurs manifestations sont organisées dont Les Médiévales et les Musicales.
En 2021, Le Malzieu-Ville adhère à l'association Les Plus Beaux Villages de France.

## Politique et administration

### Liste des maires
| Période | Période                  | Identité                 | Étiquette | Qualité                                                   |
| ------- | ------------------------ | ------------------------ | --------- | --------------------------------------------------------- |
| 1838    | 1848                     | D'Imbert                 |           |                                                           |
| 1848    | 1855                     | Jean-François Pantel     |           |                                                           |
| 1855    | 1857                     | Bertrand Fraisse         |           |                                                           |
| 1857    | 1870                     | Brun de Villeret         |           |                                                           |
| 1870    | 1875                     | Dominique Pantel         |           |                                                           |
| 1875    | 1878                     | Jean-François Vialard    |           |                                                           |
| 1878    | 1892                     | Eugène de Rozière        |           |                                                           |
| 1892    | 1896                     | Brun de Villeret         |           |                                                           |
| 1896    | 1896                     | Eugène de Rozière        |           |                                                           |
| 1896    | 1904                     | Clovis Grèze             |           |                                                           |
| 1904    | 1908                     | Léon Paulhac             |           |                                                           |
| 1908    | 1913                     | Pierre Valadier          |           |                                                           |
| 1913    | 1914                     | Pierre Chabert           |           |                                                           |
| 1914    | 1916                     | Jean-François Rabeyrolle |           |                                                           |
| 1916    | 1918                     | Pierre Chabert           |           |                                                           |
| 1918    | 1919                     | Jean-François Rabeyrolle |           |                                                           |
| 1919    | 1929                     | Léon Paulhac             |           |                                                           |
| 1929    | 1940                     | Pierre Rousset           |           |                                                           |
| 1940    | 1945                     | Pierre Delmas            |           |                                                           |
| 1945    | 1947                     | Pierre Rousset           |           |                                                           |
| 1947    | 1949                     | Marc Monod               |           |                                                           |
| 1949    | 1953                     | Auguste Gras             |           |                                                           |
| 1953    | 1960                     | Léon Laporte             |           |                                                           |
| 1960    | 1971                     | Lucien Paulet            |           |                                                           |
| 1971    | 1982                     | Jean Boulet              |           |                                                           |
| 1982    | 1983                     | Joseph Boulet            |           |                                                           |
| 1983    | En cours (au 30/05/2020) | Jean-Noël Brugeron       | UMP       | Conseiller général du canton du Malzieu-Ville (1985-2015) |

### Intercommunalité
Le Malzieu fait partie de la communauté de communes des Terres d'Apcher de 2007 à 2017. Depuis cette date, elle fait partie de la communauté de communes des Terres d'Apcher-Margeride-Aubrac.

### Découpage administratif
- Le Malzieu est, jusqu'en 2015, le chef-lieu du canton du Malzieu-Ville, dont le conseiller général est Jean-Noël Brugeron, maire du Malzieu. Depuis cette date, elle fait partie du canton de Saint-Alban-sur-Limagnole.
- La commune fait partie de la circonscription de la Lozère.

## Population et société

### Démographie
L'évolution du nombre d'habitants est connue à travers les recensements de la population effectués dans la commune depuis 1793. Pour les communes de moins de 10 000 habitants, une enquête de recensement portant sur toute la population est réalisée tous les cinq ans, les populations de référence des années intermédiaires étant quant à elles estimées par interpolation ou extrapolation. Pour la commune, le premier recensement exhaustif entrant dans le cadre du nouveau dispositif a été réalisé en 2008.

En 2022, la commune comptait 743 habitants, en évolution de +1,09 % par rapport à 2016 (Lozère : +0,11 %, France hors Mayotte : +2,11 %).
| 1793  | 1800 | 1806  | 1821  | 1831  | 1836  | 1841  | 1846  | 1851  |
| ----- | ---- | ----- | ----- | ----- | ----- | ----- | ----- | ----- |
| 1 014 | 897  | 1 020 | 1 062 | 1 167 | 1 101 | 1 165 | 1 218 | 1 087 |

| 1856 | 1861 | 1866 | 1872  | 1876 | 1881  | 1886  | 1891  | 1896  |
| ---- | ---- | ---- | ----- | ---- | ----- | ----- | ----- | ----- |
| 967  | 853  | 960  | 1 017 | 966  | 1 088 | 1 142 | 1 033 | 1 018 |

| 1901  | 1906  | 1911 | 1921 | 1926 | 1931 | 1936 | 1946 | 1954 |
| ----- | ----- | ---- | ---- | ---- | ---- | ---- | ---- | ---- |
| 1 022 | 1 087 | 998  | 975  | 976  | 971  | 904  | 860  | 772  |

| 1962 | 1968 | 1975 | 1982 | 1990 | 1999 | 2006 | 2008 | 2013 |
| ---- | ---- | ---- | ---- | ---- | ---- | ---- | ---- | ---- |
| 802  | 794  | 874  | 924  | 947  | 970  | 890  | 867  | 749  |

| 2018 | 2022 | - | - | - | - | - | - | - |
| ---- | ---- | - | - | - | - | - | - | - |
| 725  | 743  | - | - | - | - | - | - | - |

## Économie

### Revenus
En 2018, la commune compte 360 ménages fiscaux, regroupant 665 personnes. La médiane du revenu disponible par unité de consommation est de 19 380 € (20 420 € dans le département).

### Emploi
|                | 2008  | 2013  | 2018  |
| -------------- | ----- | ----- | ----- |
| Commune        | 4,6 % | 5,3 % | 6,1 % |
| Département    | 5 %   | 6,4 % | 7,1 % |
| France entière | 8,3 % | 10 %  | 10 %  |

En 2018, la population âgée de 15 à 64 ans s'élève à 358 personnes, parmi lesquelles on compte 73,7 % d'actifs (67,6 % ayant un emploi et 6,1 % de chômeurs) et 26,3 % d'inactifs,. Depuis 2008, le taux de chômage communal (au sens du recensement) des 15-64 ans est inférieur à celui de la France et du département.
La commune fait partie de la couronne de l'aire d'attraction de Saint-Chély-d'Apcher, du fait qu'au moins 15 % des actifs travaillent dans le pôle,. Elle compte 332 emplois en 2018, contre 368 en 2013 et 391 en 2008. Le nombre d'actifs ayant un emploi résidant dans la commune est de 254, soit un indicateur de concentration d'emploi de 130,6 % et un taux d'activité parmi les 15 ans ou plus de 43 %.
Sur ces 254 actifs de 15 ans ou plus ayant un emploi, 113 travaillent dans la commune, soit 45 % des habitants. Pour se rendre au travail, 74,8 % des habitants utilisent un véhicule personnel ou de fonction à quatre roues, 0,8 % les transports en commun, 15,8 % s'y rendent en deux-roues, à vélo ou à pied et 8,7 % n'ont pas besoin de transport (travail au domicile).

## Culture locale et patrimoine

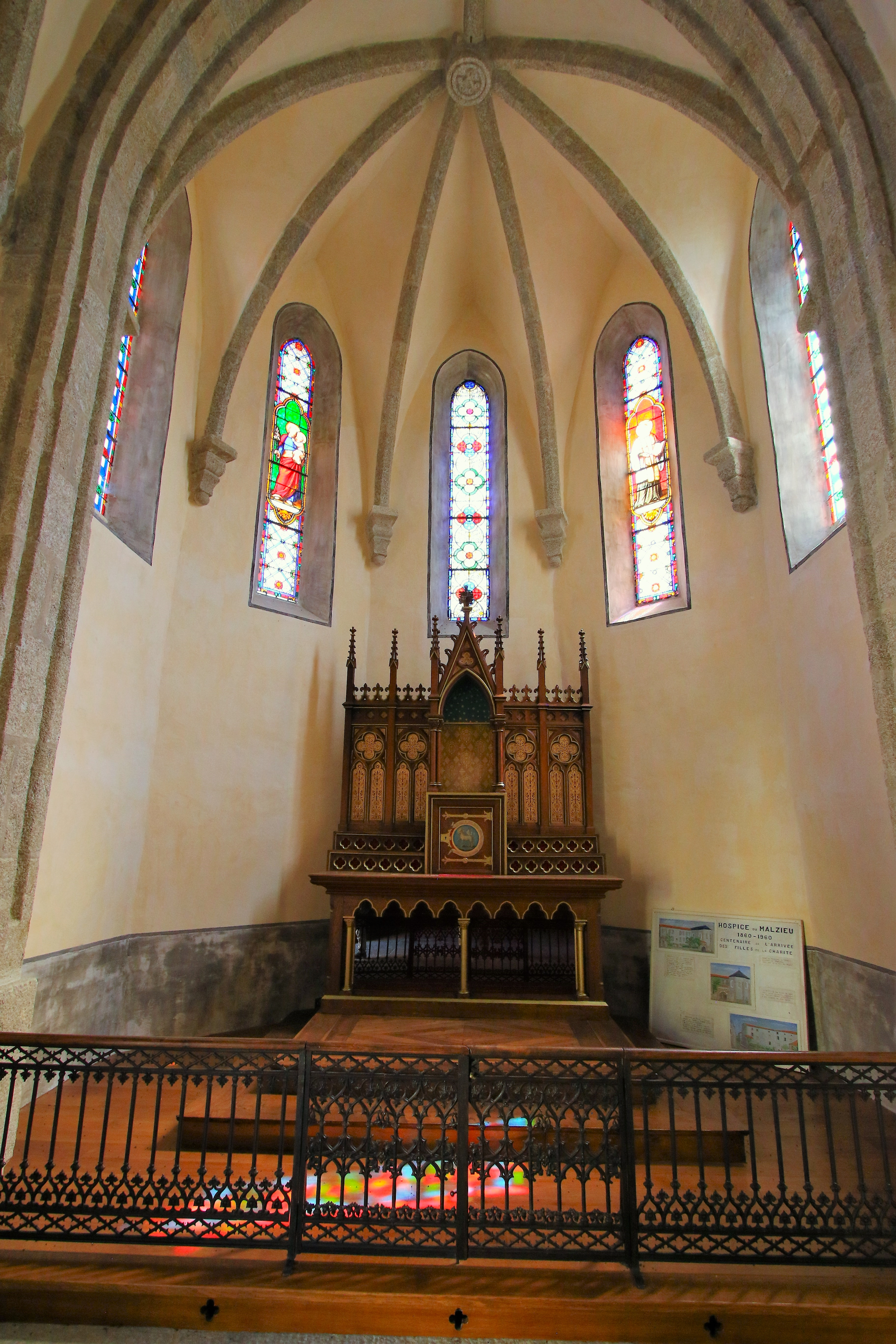
Chapelle Saint-Vincent-de-Paul de l'hospice du Malzieu-Ville.

### Lieux et monuments
- Chapelle Notre-Dame-de-Lourdes du Malzieu-Ville.
- Chapelle Saint-Vincent-de-Paul de l'hospice du Malzieu-Ville.
- Couvent des Ursulines du Malzieu-Ville, datant du XVe siècle.

#### La Collégiale Saint-Hippolyte

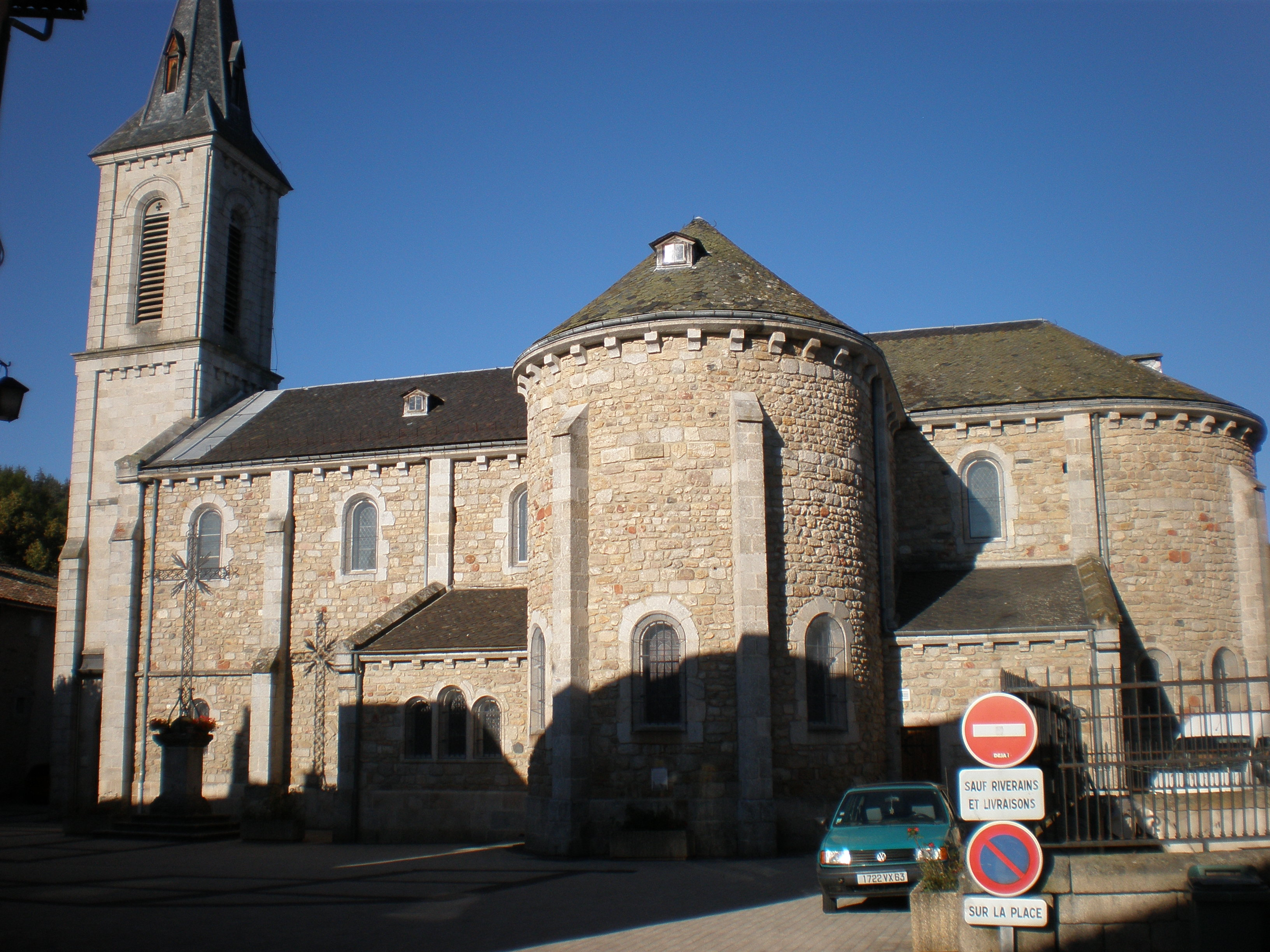
La collégiale.

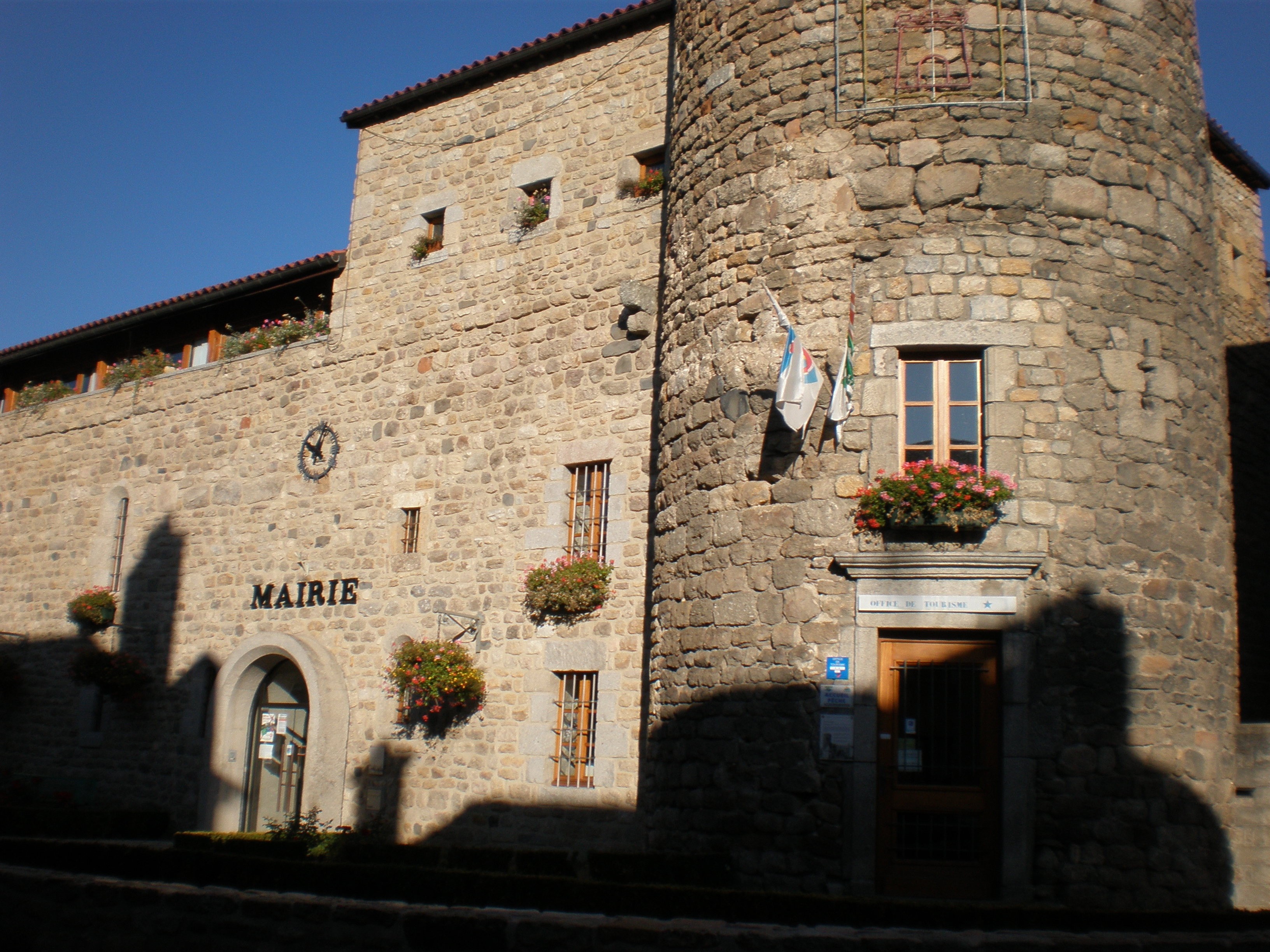
La mairie et la tour Bodon.

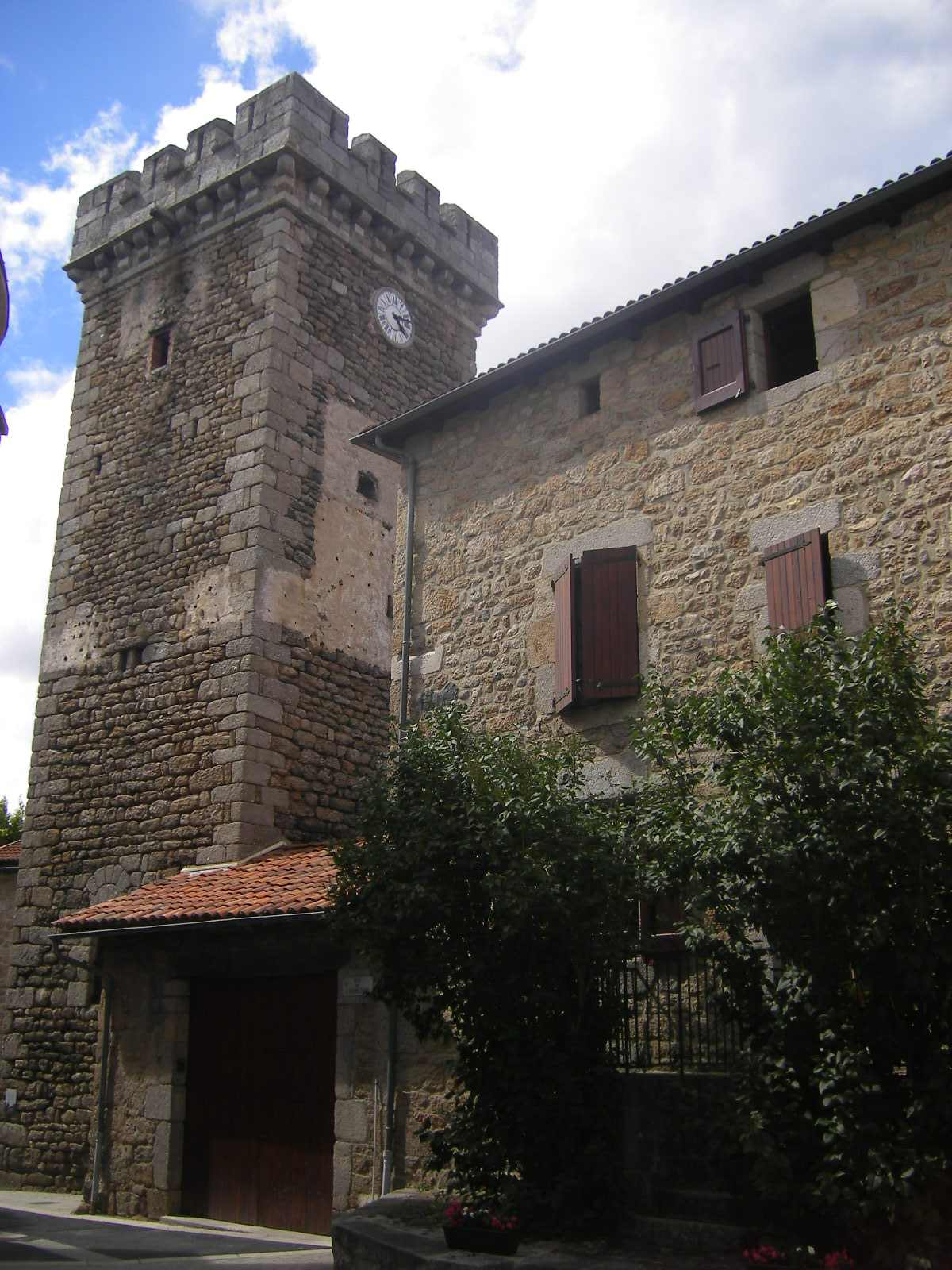
Le beffroi, tour de l'horloge.

L'édifice est référencé dans la base Mérimée et à l'Inventaire général Région Occitanie.
La première église romane Saint-Hippolyte du Malzieu-Ville, fut fondée par les moines de Saint-Gilles. Elle fut détruite pendant les guerres de Religion en 1573 par les Huguenots de Merle et reconstruite en 1582 dans le style gothique.
Un Christ en bois du XIIIe siècle et classé par les beaux-arts occupe un pan de mur.
En 1882, cette église est remplacée par une autre, plus grande, sur la demande de l'abbé Ruffin Clavel.

#### Les Tours

##### Les tours de l'édifice
Le Malzieu au Moyen Âge possédait sept tours qui étaient reliées entre elles par des remparts :
- la tour de Mercœur (en 1739, elle est désignée « Tour de Jaumes ») située au nord-ouest, est fort abaissée et recouverte d'un toit ;
- la tour de Jonas, est emportée le 27 août 1656 par une crue du Galastre, les ponts sont tous noyés, la tour de sera jamais reconstruite faute de moyens ;
- la tour de Bodon à l'est, elle est la tour la mieux conservée, elle abrite l'office de tourisme ;
- la tour de Crussols, de nos jours, il n'en reste que de minces traces ;
- la tour de Thaler est située au nord-ouest au côté du trou de Merle, écrêtée mais conservée ;
- la tour de la Communauté, détruite par les troupes de Joyeuse ;
- la tour de Tourlande, détruite par les troupes de Joyeuse.

##### Les autres Tours
Il y avait aussi trois autres tours qui à l'intérieur des remparts étaient censées former le Château, l'une d'entre elles était la tour de Baude, celle-ci est la seule qui reste du château.
Un autre tour est le beffroi, qui porte l'horloge. Il servit autrefois de prison.

#### Les places
Le Malzieu en possède au moins sept, certaines ont plus d'importance que d'autres :
- la place de Leyde, sur laquelle débouche l'avenue Pierre-Rousset ;
- la place Eugène-de-Rozière connue aussi comme « place de la Vierge », très prisée lors des vide-greniers estivaux ;
- la place du Foirail, certainement la plus active de nos jours ;
- la place Jean-Boulet, sur laquelle sont situées la Poste et l'ancienne école publique des filles ;
- la place du Soubeyran, sur laquelle débouche la rue Torte ;
- la place du Marché, où trône une croix de granit. Plusieurs maisons anciennes de cette place comportent au-dessus de leur porte supérieure un encadrement en granit de forme triangulaire ;
- la place de l'Église ou de l'Abbé-Clavel qui était un cimetière de 1582 à 1882.

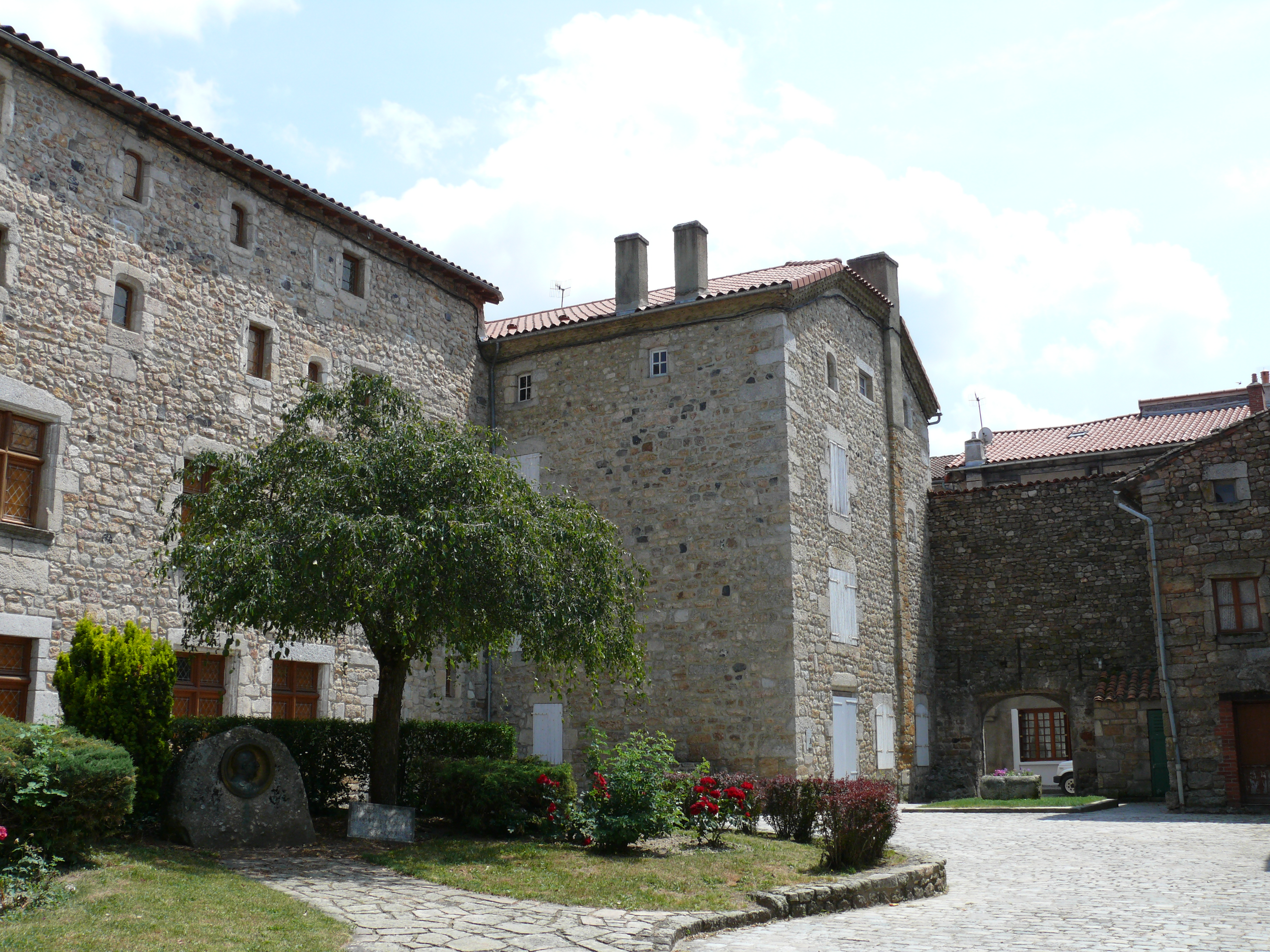
Couvent des Ursulines et stèle dédiée à Robert de Flers, place Eugène-de-Rozière.
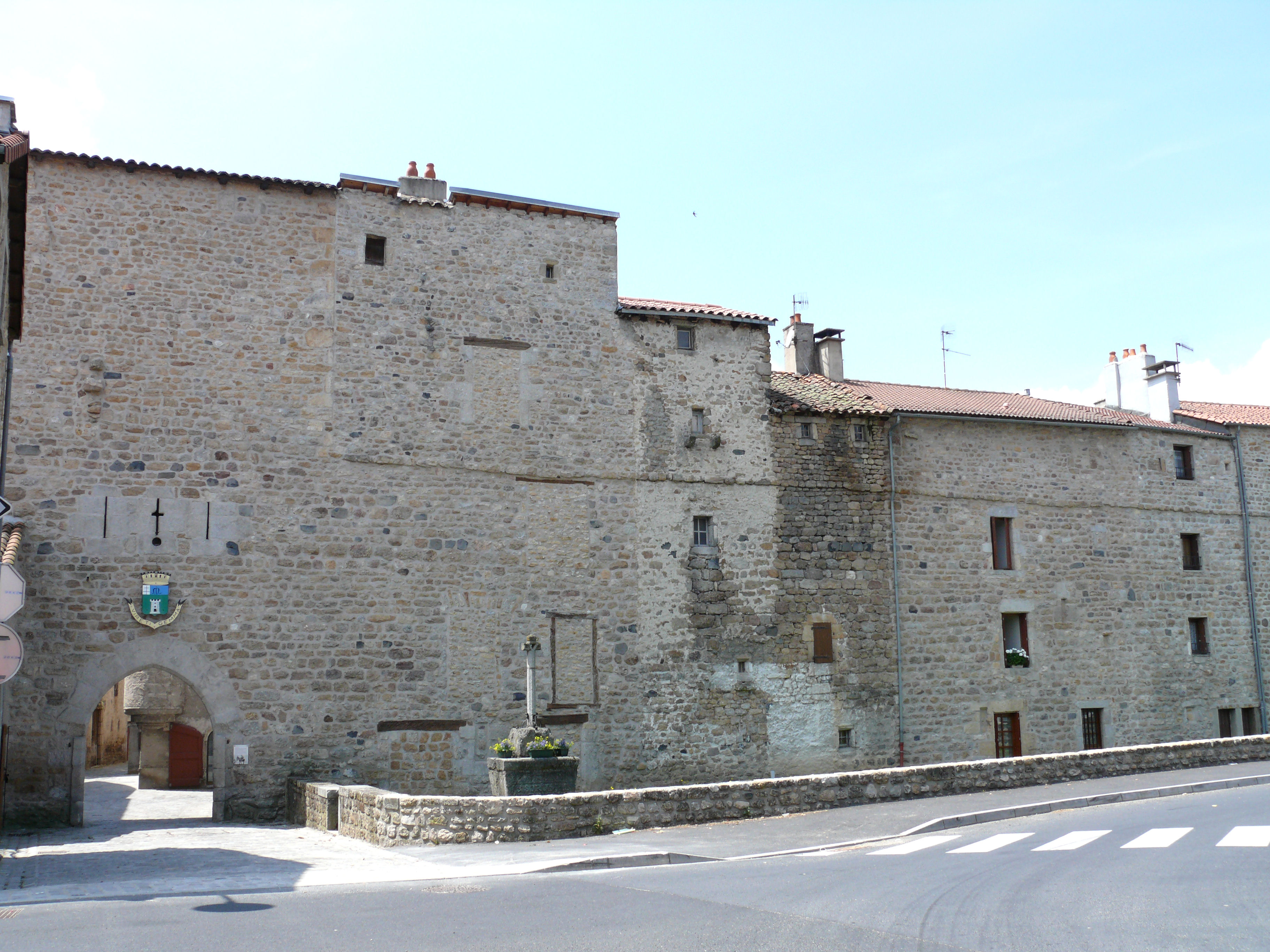
Rempart et porte Haute.
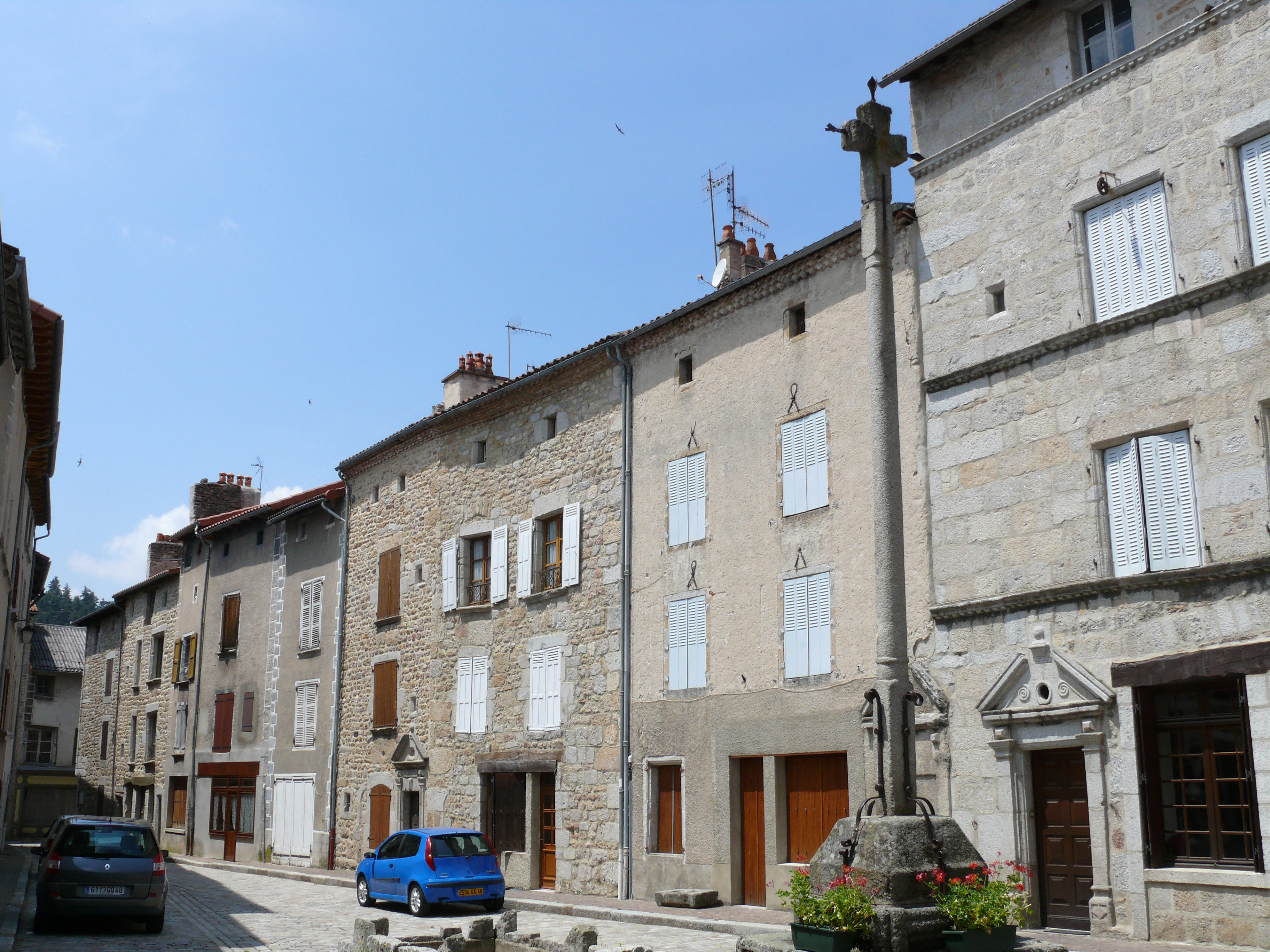
Place du Marché.
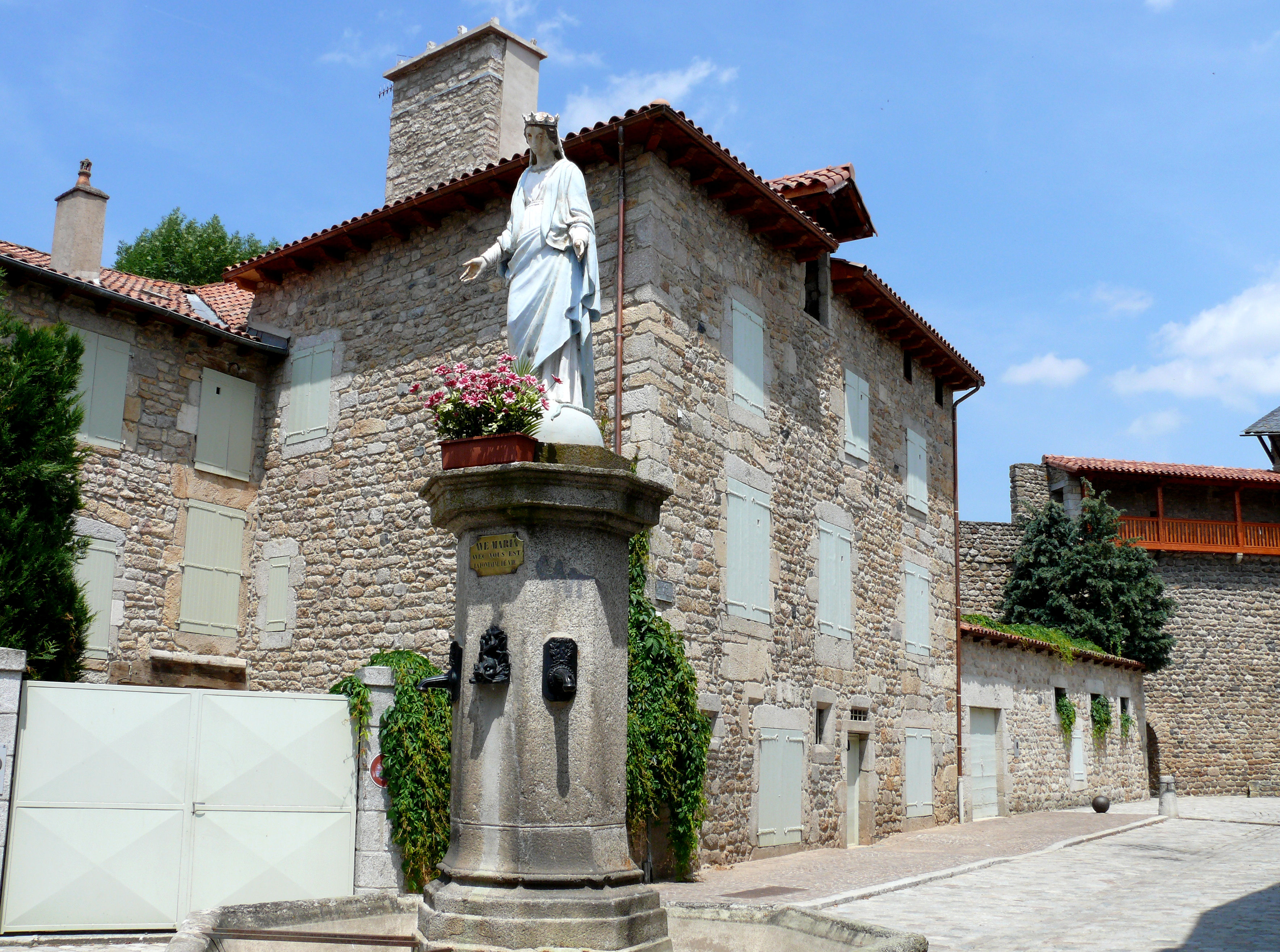
Place de la Vierge.
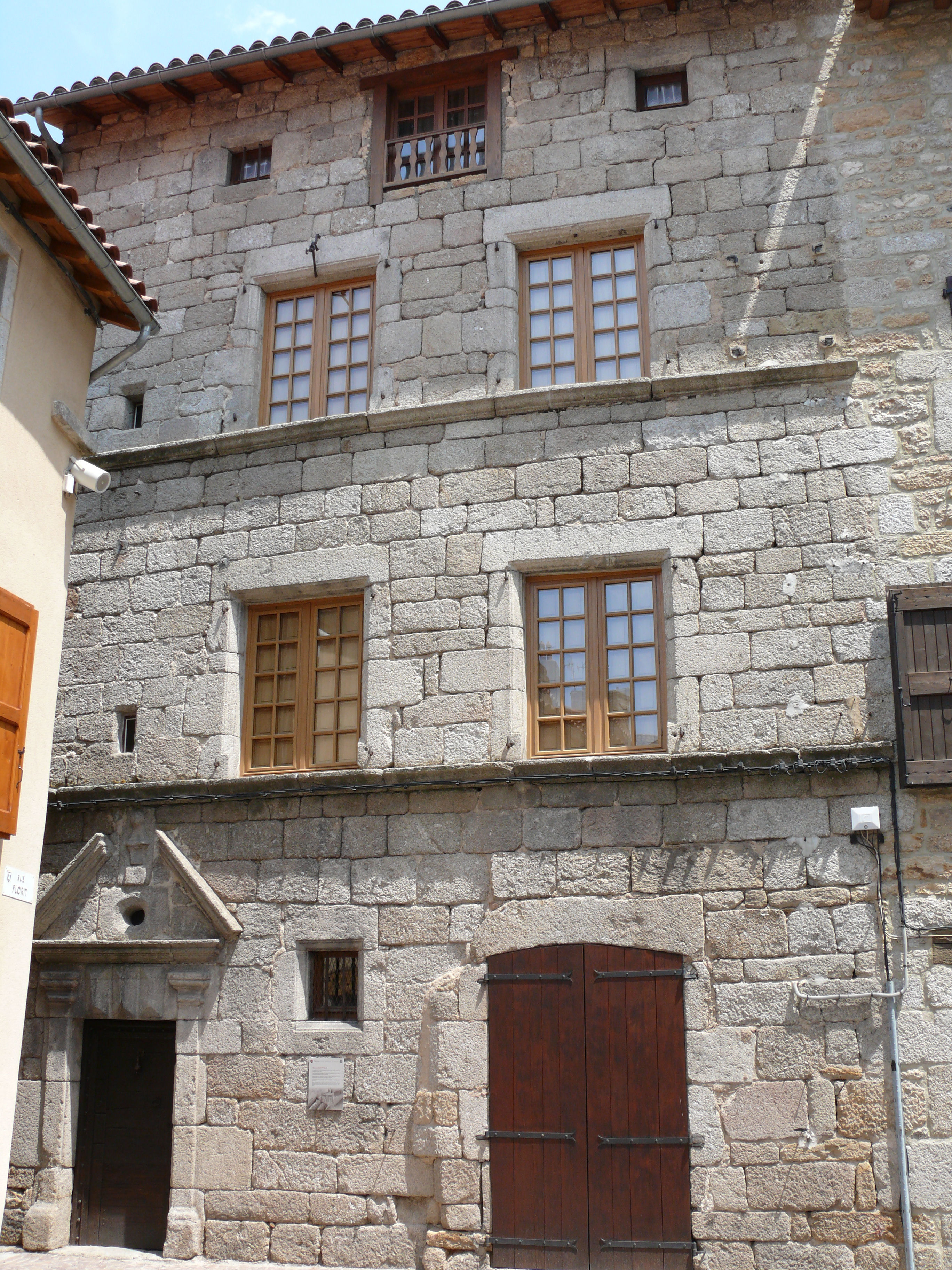
Maison Lestang.
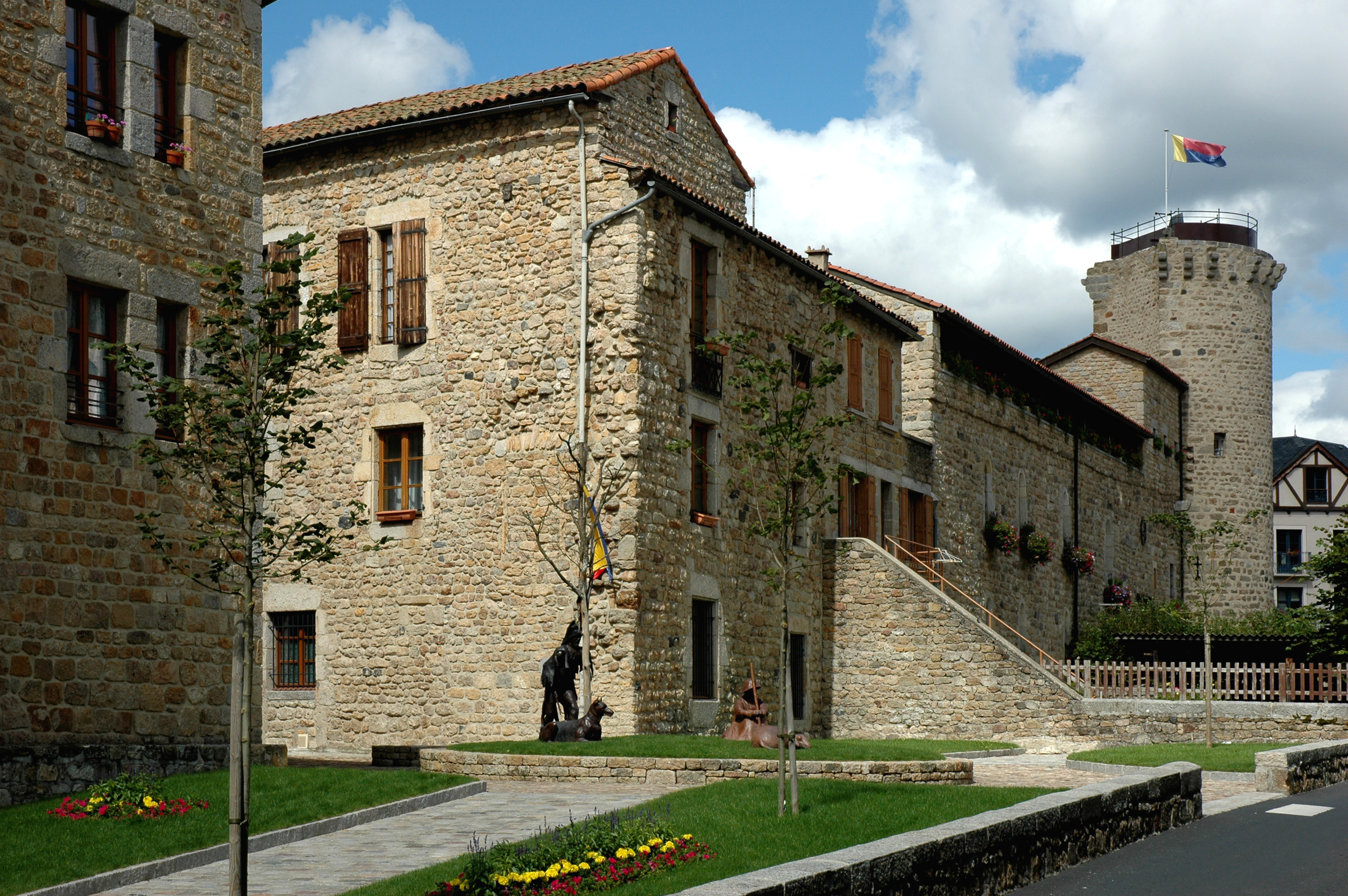
La place de la Poste, la statue de l'homme-loup/Bête du Gévaudan, la tour de Bodon.

### Cinéma
La salle des fêtes du Malzieu-Ville a été utilisée pour le tournage des scènes de bal dans le film Hors la loi de Robin Davis (1985) avec le tout jeune Clovis Cornillac.

### Langue
L'occitan encore parlé dans le village est auvergnat et non pas languedocien. Plusieurs communes du nord de la Lozère appartiennent en effet à l'Auvergne dialectale alors qu'elles sont languedociennes depuis des siècles.

### Personnalités liées à la commune
- Guy de Chaulhac (1300-1368), chirurgien français, étudia au Malzieu.
- Vital de Lestang (1588-1621), évêque de Carcassonne.
- Guillaume-Pierre Brun (1745-1816), curé et homme politique né et décédé à Malzieu, député du clergé aux états généraux de 1789.
- Louis Bertrand Pierre Brun de Villeret (1773-1845), général français, né et mort au Malzieu.
- Louis d'Aurelle de Paladines (1804-1877), général français natif du Malzieu.
- Eugène Thomas Louis Marie de Rozière (1820-1896). Professeur à l'École des chartes, professeur au Collège de France, inspecteur général des Archives de France, officier de la Légion d'honneur, il fut maire, conseiller général et sénateur de la Lozère. Sa fille Marguerite épousa en 1871 Raoul de La Motte-Ango, marquis de Flers. De ce mariage est né Robert de Flers[48].
- Robert de Flers (1872-1927), ancien conseiller général de la Lozère pour le canton du Malzieu.
- Polycarpe Tuffier (né Jules Tuffier - 1807-1871), prêtre catholique béatifié en 2023[49].
- Marcellin Cazals (1905-2001), un des 23 justes parmi les Nations de la Lozère.
- Jacques Choupin (1924-2002), vice-amiral, commandant du Foch entre 1972 et 1974, commandant du centre d’expérimentation du Pacifique et commandant supérieur des forces armées françaises du Pacifique de 1980 à 1982 ; natif de Saint-Chély d'Apcher, il avait sa maison familiale place Eugène de Rozière et est enterré au cimetière de la ville.
- René Souchon, né le 12 mars 1943 au Malzieu, ancien maire d'Aurillac, député et président du conseil régional d'Auvergne.

### Héraldique
| La Malzieu | Son blasonnement est : de sinople à la tour d'argent, ouverte, ajourée et maçonnée de sable, au chef cousu d'azur chargé d'une lettre M onciale d'or, au franc-canton d'argent chargé d'une croix patriarcale de gueules. Néanmoins la mairie semble arborer des armoiries légèrement différentes : le M onciale étant de sable (noir) de même pour la croix patriarcale (ou croix de Lorraine). |

Sur l'une des portes des remparts de la ville, on trouve sous le blason, un phylactère avec la devise de la cité « Vireti Gemma » (Perle de la vallée).